# Napaea actoris
Napaea actoris är en fjärilsart som beskrevs av Jacob Hübner 1821. Napaea actoris ingår i släktet Napaea och familjen Riodinidae. Inga underarter finns listade i Catalogue of Life.

## Bildgalleri

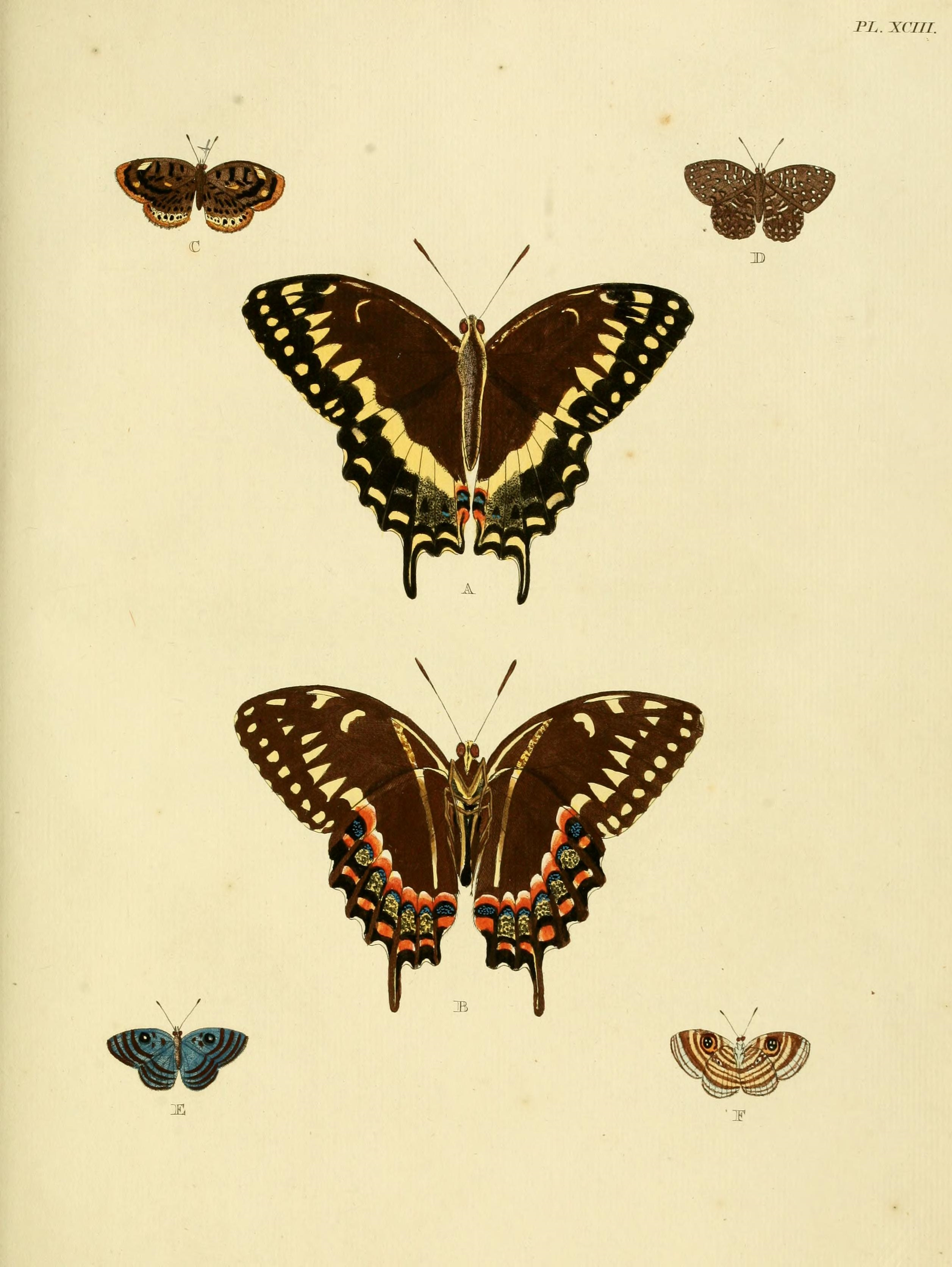